# Yōhei Hayashi
Yōhei Hayashi (jap. 林 容平 Hayashi Yōhei; ur. 16 lipca 1989) – japoński piłkarz występujący na pozycji napastnika. Obecnie występuje w Oita Trinita.

## Kariera klubowa
Od 2012 roku występował w klubach F.C. Tokyo, Fagiano Okayama i Oita Trinita.